# 瓦西里·斯塔罗杜布采夫
瓦西里·亚历山德罗维奇·斯塔罗杜布采夫（俄语：Васи́лий Алекса́ндрович Староду́бцев；1931年12月25日—2011年12月30日），苏联农民联盟主席，“八一九事件”的领导人之一。

## 生平
1931年，出生于农民家庭。1977年，任图拉州列宁农庄种子厂主席。1987年，任图拉州新莫斯科州农工联合公司主席。1986年，任苏联集体农庄理事会主席。
1991年，为国家紧急状态委员会领导人之一，后被逮捕。1992年，在押释放。1994年，获大赦，任全国农工综合体组织联合会主席。1997年至2005年，任图拉州州长。2007年，当选国家杜马。2011年，去世。